# Benijófar
Benijófar (in valenziano Benijòfer) è un comune spagnolo situato nella comunità autonoma Valenciana.